# Stumpfe Segge
Die Stumpfe Segge (Carex obtusata)  ist eine Pflanzenart aus der Gattung Seggen (Carex) innerhalb der Familie der Sauergrasgewächse (Cyperaceae).

## Beschreibung

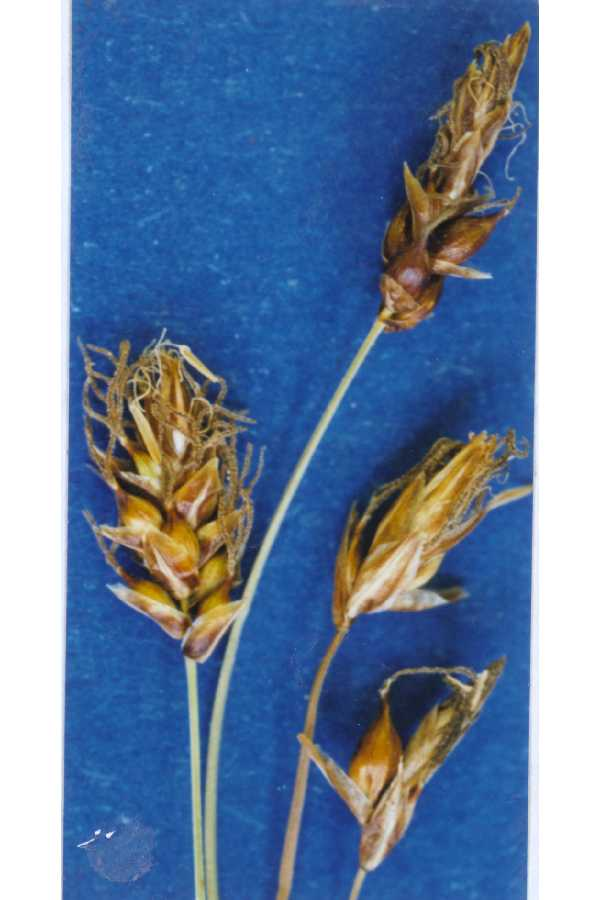
Ährchen

### Vegetative Merkmale
Die Stumpfe Segge ist eine ausdauernde krautige Pflanze, die Wuchshöhen von 5 bis 15, selten bis zu 40 Zentimetern erreicht. Aus dem Rhizom treiben Ausläufer, die meist mehr als 2 Zentimeter lang sind, und die im Extremfall sogar 5 Zentimeter Länge übertreffen können. Die Niederblätter an den Ausläufern sind auffällig schwarzrot. Der Stängel ist dünn, aufrecht, deutlich dreikantig, unter dem Blütenstand rau und so lang oder wenig länger als die Blätter. Die Laubblätter sind 1 bis 1,5 Millimeter breit, flach, und meist glatt. Die Blattscheiden sind dunkel-purpurfarben, später braun.

### Generative Merkmale
Die Blütezeit reicht von April bis Mai. Die Stumpfe Segge besitzt ein einziges, 5 bis 10, selten bis zu 18 Millimeter langes, endständiges Ährchen. Das Ährchen hat am Grunde weibliche und weiter oben männliche Blüten. Die Spelzen sind bei einer Länge von etwa 4 Millimetern eiförmig, gelblich-rostbraun und breit hautrandig. Die Schläuche sind fast immer verkümmert und untypisch. Im gut ausgebildeten Zustand sind sie 2,5 bis 3,5 Millimeter lang, braun, intensiv glänzend und plötzlich in den kurzen Schnabel zusammengezogen. Es sind drei Narben vorhanden.
Die Frucht ist ellipsoid und dreikantig.
Die Chromosomenzahl beträgt 2n = 52.

## Vorkommen
Ihr Hauptverbreitungsgebiet liegt in den gemäßigten arktischen Gebieten der Nordhalbkugel. Sie ist von Nord- und Mitteleuropa bis Nord- und Zentralasien und in Nordamerika weitverbreitet. Fundorte außerhalb Eurasiens sind in Kanada und den Vereinigten Staaten bekannt. In Europa gibt es noch größere Vorkommen in Schweden (einschließlich der Insel Öland) und in Russland. In Norwegen und Finnland fehlt sie. Sonst kommt sie in Europa nur noch in Deutschland, Tschechien und in der Ukraine vor.
Die Stumpfe Segge gilt in Mitteleuropa wohl zu Recht als eine nordische Reliktpflanze aus den Vereisungsperioden der Eiszeit. Die Stumpfe Segge ist in Mitteleuropa gefährdet und in Deutschland „vom Aussterben bedroht“. Die Stumpfe Segge erreicht in Brandenburg den südwestlichsten Punkt ihres Vorkommens.
Die Stumpfe Segge gedeiht am besten auf sehr lockeren, trockenen, feinsandigen Böden. Sie wächst in lockeren Rasen.

## Taxonomie
Die Erstveröffentlichung von Carex obtusata erfolgte 1793 durch Samuel Liljeblad in Kongl. Vetenskaps Academiens Nya Handlingar, N.S., Band 14, Seite 69.